# Буде, Жан
Жан Буде (фр. Jean Boudet; 1769—1809) — французский военный деятель, дивизионный генерал (1796 год), граф (1808 год), участник революционных и наполеоновских войн. Имя генерала выбито на Триумфальной арке в Париже.

## Биография

### Происхождение и начало военной службы
Жан родился в семье торговца парфюмерией Жака Буде (фр. Jacques Boudet; 1730—1800) и его супруги Анны Бори (фр. Anne Borie; ок.1741—). Его отец следил за тем, чтобы Жан получил надлежащее образование. Жан отличился в школе, по окончании которой решил поступить на военную службу.
Начал свою военную карьеру 20 апреля 1785 года вторым лейтенантом в голландском легионе Мальбуа. 22 октября 1785 года был переведён драгуном в полк Пантиэвра. 2 августа 1787 года был приговорён к получению 50 ударов саблей плашмя на 3 дня и к продлению срока службы на 4 года за нераскрытие заговора дезертирства. 10 апреля 1788 года купил разрешение выйти в отставку и вернулся к своей семье в Бордо.

### Начало Революционных войн
Во время формирования Национальной гвардии он поступил 9 августа 1792 года лейтенантом в 7-й батальон добровольцев Жиронды, который формировался в Бордо. 6 сентября 1792 года был избран сослуживцами капитаном. 18 октября 1792 года возглавил свободную егерскую роту в 7-м батальоне. Служил под началом Монсе в Армии Западных Пиренеев. К началу июня 1793 года французская армия расположилась лагерем в районе Сен-Жан-Пье-де-Пор в Пиренеях. На рассвете 6 июня 1793 года местность окутал густой туман. Испанцы использовали это в своих интересах и атаковали французов в надежде застать врасплох войска Монсе в Шато-Пиньон. Буде и его люди сформировали авангард этого французского лагеря, и им было приказано поддерживать солдат, выдержавших удар испанского наступления. На Буде сразу обрушился огонь шести испанских артиллерийских орудий, расположенных в батарее. Оценив ущерб, нанесённый его людям, он взял ситуацию под свой контроль. Во главе около 120 солдат он рьяно атаковал позиции испанской артиллерии. В этом первом бою Буде и его люди заставили замолчать испанские орудия, захватив четыре из них. Эта смелая атака не обошлась без потерь. Только двадцать человек Буде, принимавших участие в штурме, вернулись невредимыми. Сам капитан Буде получил ранение в левое плечо. В результате дерзкой атаки Буде испанцы отменили атаку.
Успех Буде в Шато-Пиньон привлек внимание его начальства: 13 декабря 1793 года он был произведён в подполковники и принял командование 1-м егерским батальоном, который был частью сил, призванных помочь в осаде Тулона. Однако прежде чем они смогли добраться до города, Бонапарт 19 декабря взял город.

### Кампания в Карибском море
Вскоре после падения Тулона Буде был зачислен в экспедицию, готовившуюся отправиться в Карибское море, чтобы вернуть Франции Антильские острова, захваченные англичанами. 21 апреля 1794 года он покинул остров Ре и отправился в Гваделупу. Буде, командуя батальоном санкюлотов численностью примерно 1200–1300 человек, в июне высадился в Пуэнт-де-Салин и захватил форт Флер д’Эпе и город Пуэнт-а-Питр, энергично обороняемый противником. Этот подвиг принёс ему звание полковника 18 июня 1794 года.
Англичане при поддержке флота попытались выбить французов из Пуэнт-а-Питра. Буде в период с 27 по 29 сентября умелыми действиями заставил англичан эвакуировать всю северную часть острова. Раненный в правое плечо при обороне Пуэн-а-Питр, Жан подготовил атаку на важный форт Сен-Шарль, всё ещё удерживаемый англичанами. 12 декабря 1794 года, проявив необычайную храбрость, французы прорвали оборону противника. В результате англичане эвакуировали весь остров. После захвата французами Гваделупы они восстановили оперативную базу для своей морской войны против английских колоний в Карибском море.

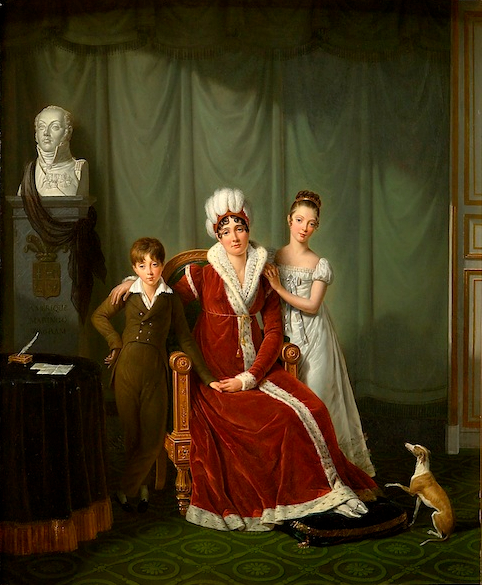
Портрет жены генерала с детьми

 28 декабря 1794 года в Пуэнт-а-Питр Буде женился на Мари д’Арбуссье (фр. Marie Joseph Elisabeth Augustine d'Arboussier; 1779—). У пары родились трое детей:
- дочь Эме (фр. Aimée Boudet; 1797—1798);
- дочь Анна (фр. Anne Lodoïska Boudet; 1800—1861), супруга генерала Сюберви с 1816 года[9];
- сын Луи (фр. Louis Auguste Boudet; 1803—1886), граф[1].

14 декабря 1795 года Буде стал бригадным генералом и главнокомандующим армией Гваделупы. Предпринимал успешные атаки на Сен-Винсент, Гренадины, Ангилью и Сент-Люсию.
20 октября 1796 года был возведён в чин дивизионного генерала. Именно Буде во главе нескольких драгун подавил восстание в Ле-Ламантене в декабре 1797 года.

### Кампании 1799 и 1800 годов
Через два года, после того как остров был приведён в состояние обороны, он вернулся во Францию в апреле 1799 года, чтобы принять участие в Голландской кампании под началом генерала Брюна. 1 октября был назначен командиром 3-й дивизии Батавской армии, и возглавил авангард армии.

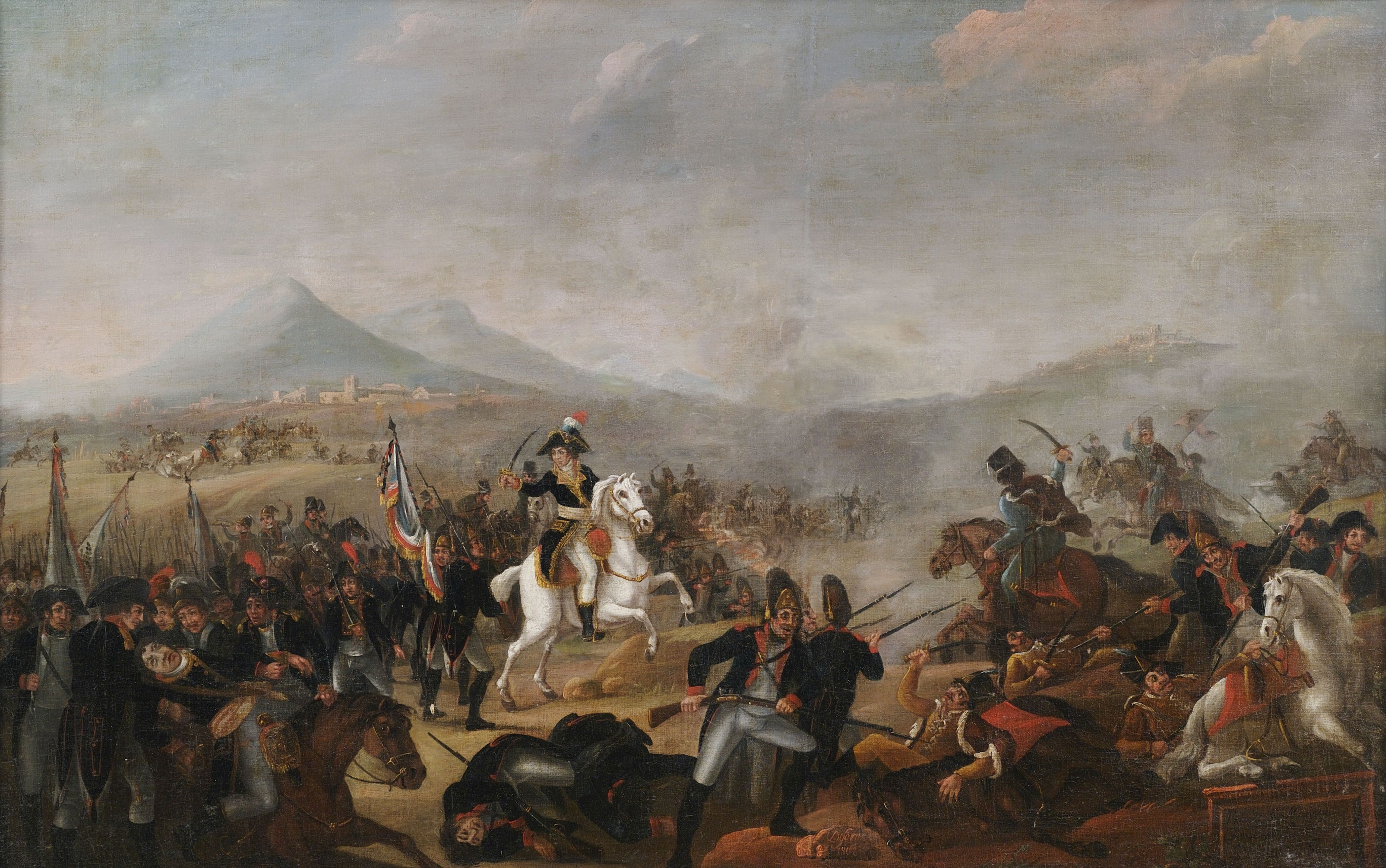
Битва при Маренго (1800)

После 18 брюмера он был переведён в Резервную армию по приказу генерала Бертье. 4 апреля 1800 года стал командиром 5-й дивизии. Возглавлял авангард корпуса генерала Дезе во время Второй Итальянской кампании Наполеона. Отличился во главе своей дивизии несколькими блестящими действиями, особенно при Лоди и Маренго, где своевременное прибытие Дезе решило участь сражения. В ходе данного сражения генерал Буде был ранен. 4 июля 1800 года стал командиром 2-й дивизии Итальянской армии, и 26 декабря отличился в сражении при Монцамбано.

### Новая кампания в Карибском море
Как только 1 октября 1801 года в Лондоне были подписаны мирные соглашения с Англией, Буде был зачислен в готовившуюся экспедицию на Санто-Доминго. Как и несколько других руководителей этой экспедиции, таких как Дефурно или Рошамбо, он был выбран за свой колониальный опыт. Поэтому 8 октября он был поставлен во главе войск, собранных в Рошфоре, которые составили ядро его дивизии во время экспедиции на Санто-Доминго для подавления гаитянской революции.
Отплыв из Бреста 11 декабря 1801 года, 5 февраля 1802 года он высадился в Порт-о-Пренс. Уважительно относясь к жителям, какого бы цвета они ни были, был хорошо принят островитянами. Действуя изолированно от остальных войск Леклерка, он так же легко захватил Леоган 11 февраля, а затем 25 февраля столкнулся с войсками Дессалина у Сен-Марка. 11 марта во время штурма форта Крет-а-Пьеро он был ранен в пятку и был вынужден отказаться от командования своей дивизией, перешедшей в подчинение Рошамбо.
Тем временем в Гваделупе временное правительство Маглуара Пелажа, желая доказать свою лояльность французскому правительству, попросило генерала Леклерка прислать к нему генерала Буде для принятия управления островом, ожидая, когда Париж официально пришлёт нового губернатора. Буде оставался очень популярным среди жителей Гваделупы с момента его предыдущего пребывания на острове. Поэтому он уехал из Санто-Доминго в Гваделупу 21 апреля 1802 года. Однако экспедиция генерала Ришпанса достигла этого острова раньше него 6 мая. Жестокая политика Ришпанса немедленно воспламенила порох, вызвав восстание Луи Дельгреса и его соратников. Прибытие Буде 28 мая в Гваделупу стало бессмысленным, и он быстро вернулся в Санто-Доминго, где в сентябре был назначен командиром Северной дивизии. Наконец, 28 сентября Леклерк отправил его обратно во Францию, чтобы сообщить Первому консулу о его драматическом положении. Позже Леклерк в своей переписке обвинил Буде в том, что он нечестным путём обогатился во время пребывания в Санто-Доминго. По словам гаитянского историка Бобрана Ардуэна, генерал Буде во время кампании на Санто-Доминго проявил редкую человечность по отношению к вражеским солдатам и пленным, завоевав уважение своих противников.

### Утрехтский лагерь и кампания 1805 года
Вернувшись во Францию, генерал Буде был встречен как герой. 27 октября 1803 года возглавил 1-ю пехотную дивизию в корпусе Виктора в Голландии. 5 февраля 1804 года дивизия расположилась лагерем в Утрехте под началом генерала Мармона. Несмотря на длительные приготовления к вторжению, его силы никогда не покидали устье реки Тексел. В конечном итоге эта экспедиция была отменена. 29 августа 1805 года дивизия стала частью 2-го армейского корпуса Великой Армии. Буде действовал в Австрии недалеко от Граца. С самого начала этой кампании он проявил себя хорошим тактиком, организуя свои марши и маневры так, чтобы они совпадали с действиями армии. 2-й корпус был направлен на юг, к итальянскому городу Триест, но его пребывание в этом районе было недолгим. 16 июля 1806 года он был заменён во главе дивизии генералом Сера.

### Осада Штральзунда
Принц Богарне, зная об административных способностях, которые он продемонстрировал в Карибском море, приказал ему отправиться в Верону для организации и командования новой дивизией. 4 ноября 1806 года возглавил 1-ю дивизию Итальянской армии. Весной 1807 года прибыл со своей дивизией в расположение Великой Армии, и с 29 апреля состоял в наблюдательном корпусе маршала Брюна. Его отправили на осаду Кольберга. Задача заключалась в том, чтобы блокировать гарнизон и отразить атаки партизан на французские конвои. Тильзитский мир положил конец этой кампании. Однако Буде двинулся со своей дивизией в Шведскую Померанию, чтобы сражаться со шведами, которые продолжили войну. Рано утром 13 июля Буде пересёк демаркационную линию на Мекленбургском перевале перед Триббезее на Требеле. Продвижение дивизии также не было затруднено, и разрушенный мост через Требель вскоре был восстановлен. Вечером того же дня шведы попытались контратаковать возле Штайнхагена, но вынуждены были продолжить отступление. Дивизия заняла позиции за Людерсхагеном, когда в её расположение в полдень прибыл шведский офицер, предложивший прекращение огня, но ему было отказано. К 15 июля Штральзунд был окружён французами. 6 августа в 3 часа ночи шведские передовые войска были атакованы на всех пунктах. 18 августа Штральзунд сдался. 

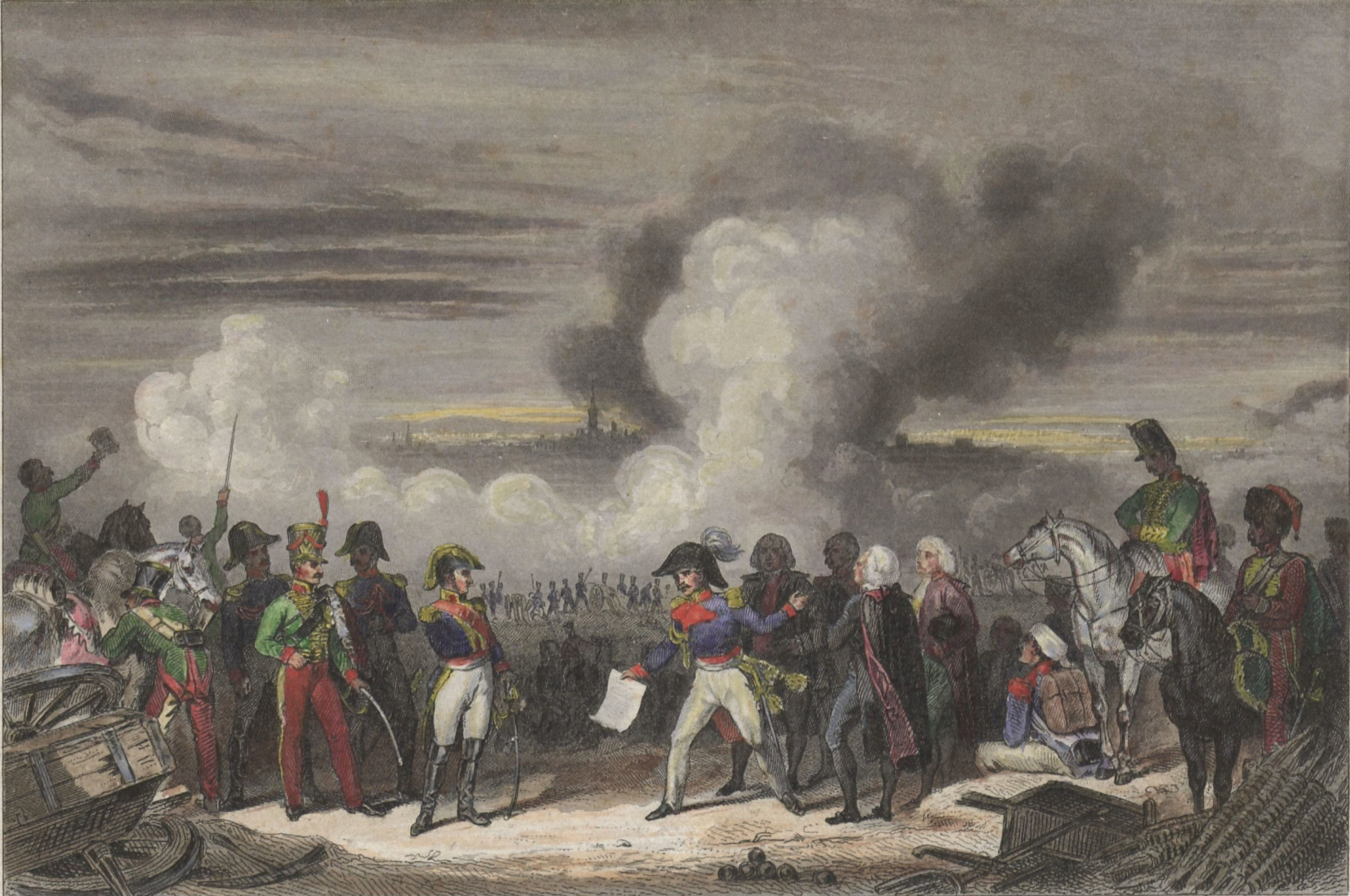
Взятие Штральзунда

В 1808 году Буде был возведён в графское достоинство, к которому был добавлен доход в размере 30 000 франков от Шведской Померании. Дивизия разместила гарнизоны в ганзейских городах. После Штральзунда Буде присоединился к маршалу Бернадотту и переехал в Данию, где оставался до октября 1808 года. Вскоре Буде стал фаворитом датского двора за свою вежливость и нрав. После отъезда король Фредерик VI сделал его кавалером ордена Даннеброг.

### Австрийская кампания 1809 года
После Дании Буде вернулся во Францию и находился со своей дивизией в Лионе (там располагались 3-й лёгкий и 93-й линейный) и Шамбери (56-й линейный). На 2 марта 1809 года в дивизии под ружьём было 7171 человек. 23 марта дивизия должна была прибыть в Страсбург.
1 апреля его дивизия была включена в состав 4-го армейского корпуса маршала Массена Армии Германии. 10 апреля Буде получил приказ от генерала Бекера, начальника штаба 4-го корпуса, двинуться из Ульма в сторону Ландсберга. 24 апреля дивизия прибыла в Регенсбург и, наконец, 26-го в Штраубинг, где она оставалась до 28-го числа. Буде, находясь в Штраубинге, отправил разведку в направлении Кама, где обнаружил сильное австрийское присутствие. Вскоре, Буде получил приказ покинуть Штаубинг и воссоединиться с Массеной в Пассау. Генерал должен был прибыть в Шердинг на правом берегу, чтобы наблюдать за передвижениями австрийцев между Шердингом и Браунау. К 13 мая движения дивизии Буде вывели её в окрестности города Леопольдштадт. В этот же день генерал Буде был свидетелем взятия Вены.

### Герой Эсслинга
19 мая французы построили мост с правого берега Дуная на меньший из двух островов. Оттуда был возведён ещё один мост, соединяющий его с более крупным островом Лобау. Наконец, 20-го числа был поднят мост между Лобау и северным берегом Дуная. Той же ночью лёгкая кавалерия генерала Ласалля и дивизии Буде и Молитора переправились на северный берег. Процесс занял около трёх часов. 

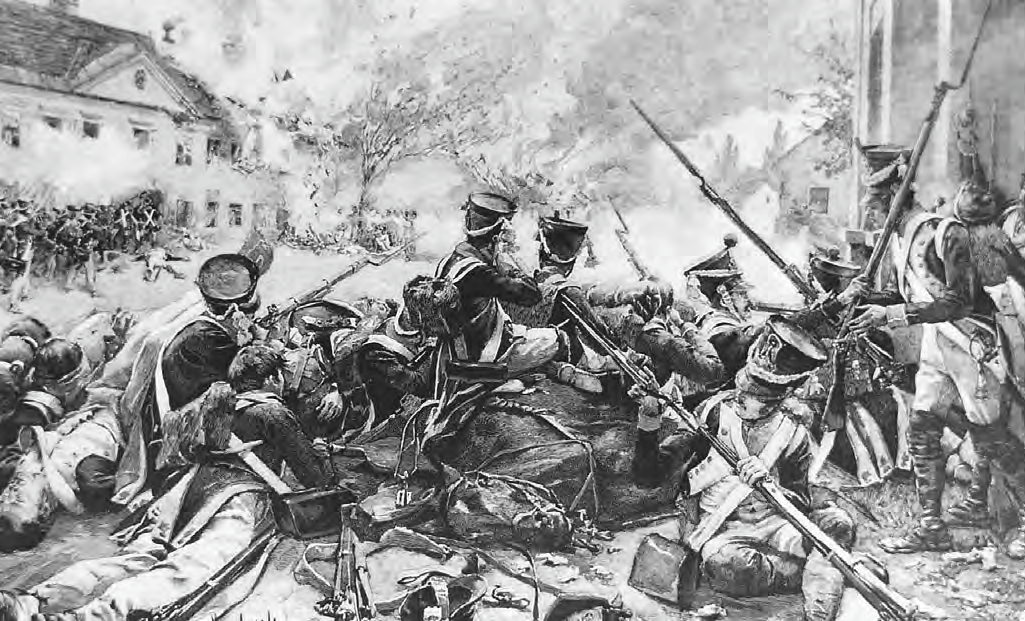
Бои на улицах Эсслинга

 Дивизия Буде заняла деревню Эсслинг, которая находилась на правом фланге французов. Под началом генерала было всего около 5500 человек, и ему предстояло сдержать две наступающие австрийские колонны. Австрийцы имели преимущество примерно 4 к 1. Общая планировка деревни проходила с востока на запад, с одной улицей и небольшой дамбой, окружающей её. 56-й линейный расположился вокруг домов в Эсслинге, а одна рота заняла зернохранилище из красного кирпича, которое во время битвы служило крепостью. Некоторые солдаты также охраняли кладбище, и около 150 человек были помещены в Штадтль Энцерсдорф. Артиллерия Буде, 12 пушек и 2 мортиры, находилась за безопасным барьером, защищавшим правую часть бригады Фрирьона, находившейся за рвом, идущим параллельно венской дороге. Два австрийских батальона 5-й колонны атаковали с фронта деревни, а ещё два – справа. Их также поддерживала лёгкая кавалерия. За вечер и ночь австрийцы трижды пытались взять Эсслинг, и трижды были отбиты. Однако австрийцам удалось разрушить деревню Эсслинг своей артиллерией, поджечь многие дома. На следующий день перед Буде стояла всё та же задача, сдерживать австрийцев, пока основные силы под началом маршала Ланна атакуют центр неприятеля. Войска в Эсслинге усердно работали над созданием прочной оборонительной позиции. Они использовали всё, что было в деревне. Несколько гренадеров были поставлены охранять окоп, идущий к югу от кладбища и к дороге на Грос-Энцерсдорф. Перед зернохранилищем были построены три навеса. Там располагались пушки. Тележки, матрасы и всё, что могло обеспечить прикрытие, использовалось при строительстве обороны в Эсслинге. Лучшие стрелки находились на чердаке зернохранилища. Буде объявил своим войскам: «Эсслинг будет нашей неприступной крепостью». Однако, около 8 часов утра Наполеон получил катастрофическое известие о состоянии его мостов. Император тут же послал Ланну приказ остановить наступление. Австрийцы воспользовались замешательством французов и возобновили атаки на обоих флангах. Ланну было приказано удерживать позиции против австрийской армии, которая всё ещё значительно превосходила по численности французскую. К 11 часам утра эрцгерцог Карл приказал Розенбергу и Дедовичу взять Эсслинг. Эта атака, как и другие предыдущие, по словам Массена, провалилась «благодаря энергичному сопротивлению Буде, австрийцы снова отступили и с трудом вернули свою первую позицию». Тем временем эрцгерцог Карл послал фельдмаршала д’Аспре поддержать Роземберга и атаковать четырьмя батальонами гренадеров. Часть дивизии Буде, бригада Фрирьона, была растянута влево, чтобы соединить свои силы с корпусом Ланна. Таким образом, французы удерживали западную часть деревни. Венгерские гренадеры пять раз атаковали французские войска, но каждый раз были отбиты. В конце концов, хотя Буде оказывал упорное сопротивление, австрийцы смогли прорваться ко второй линии обороны в составе 3-го лёгкого и 93-го линейного. К этому моменту эрцгерцог Карл уже отказался от попыток прорвать центр французских войск под началом Ланна, и вместо этого направил подкрепление против Эсслинга с намерением захватить деревню. Измученные солдаты Буде к 15:00 были вынуждены эвакуировать Эсслинг. Однако генерал с несколькими сотнями своих людей остался в деревенском зернохранилище. Хотя дивизия Буде эвакуировала Эсслинг, деревня по-прежнему была жизненно важна для французов. Поэтому Наполеон послал своего адъютанта генерала Мутона атаковать австрийцев в районе Эсслинга. Мутон имел четыре гвардейских батальона против венгерских гренадеров эрцгерцога Карла. Фактическая цель этой атаки заключалась в том, чтобы ослабить давление на отступающие французские войска и обеспечить организованный отход. Атака Мутона была очень успешной; он смог вытеснить австрийцев из Эсслинга. Бои продолжались и в Асперне, и в Эсслинге во второй половине дня, пока Наполеон не понял, что битва проиграна. В тот же вечер Массене было приказано отвести армию на остров Лобау, положив конец кровавой битве при Асперн-Эсслинге. У Эсслинга изолированная дивизия Буде почти два дня сопротивлялась атакам австрийцев. Лидерские способности Буде снова проявились, несмотря на окончательный исход битвы. По словам самого Императора, именно благодаря действиям генерала Буде французы одержали победу при Асперне.

### Последнее сражение Буде

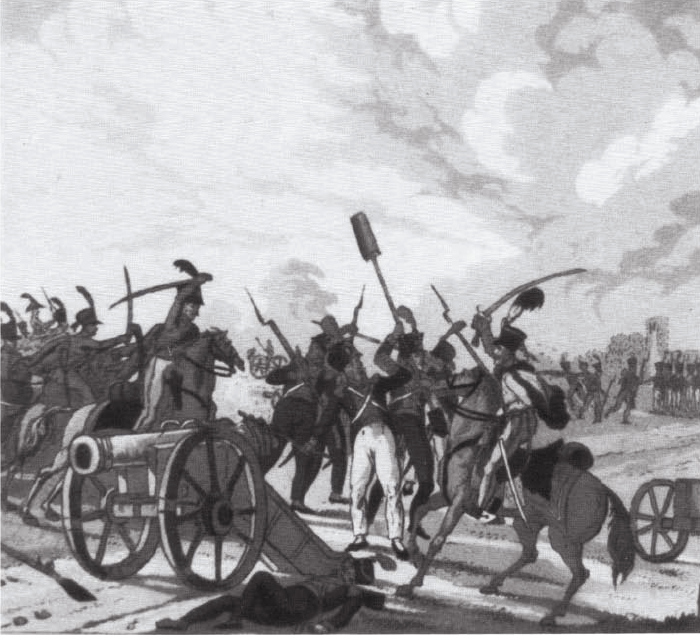
Люди Кленау захватывают артиллерию Буде

Буде потратил конец мая и весь июнь на восстановление своей дивизии на Лобау. В ночь на 5 июля дивизия Буде вместе с тремя другими дивизиями 4-го корпуса действовала на левом фланге французской армии. Его дивизия насчитывала всего около 3725 человек и примерно две батареи. Буде должен был охранять Асперн и мосты на остров Лобау. Этот приказ полностью изолировал Буде и оставил его единственную дивизию прикрывать территорию, которую когда-то охраняли четыре дивизии. В отчёте Буде указывалось, что они впервые заметили австрийские позиции около 5 часов утра в районе Грос-Асперна. Через час их передовые посты подверглись атаке. 93-й линейный охранял Асперн, используя кладбище в качестве прикрытия, в то время как 56-й находился немного впереди деревни, защищая артиллерию, которая, по словам Буде, была размещена для быстрого отхода в случае необходимости. 3-й лёгкий располагался на правом фланге Асперна, блокируя дорогу на Эсслинг. Канонада началась около 7 часов утра. Диверсионная атака на Асперн австрийского батальона Сен-Жорж предшествовала главной атаке, направленной против правого фланга Буде. 4-й корпус Кленау в батальонных колоннах имел кавалерийскую поддержку на обоих флангах. К 8:00 основной удар начался по дороге Кагран-Асперн. Буде послал вперёд батарею, чтобы помешать наступлению австрийцев. После часа упорных боёв дивизия Буде понесла тяжёлые потери. Генерал лично провёл разведку, чтобы лучше понять ситуацию. Он заметил, что его артиллерия была выдвинута слишком далеко вправо, поэтому предпринял шаги, чтобы исправить проблему, но время и численность были не на его стороне. Орудия Буде были захвачены лёгкой кавалерией неприятеля. Буде удалось вернуть свою артиллерию, но австрийцы без труда отбили её вновь. Несмотря на доблестные усилия всей дивизии, генерал был вынужден отдать приказ об отступлении. В ином случае был риск полного уничтожения дивизии превосходящим противником. 93-й пытался удержать Асперн, когда австрийцы продвигались в город, используя стену кладбища в качестве защиты. 3-й также тщетно пытался остановить наступление австрийцев на Эсслинг, но и ему пришлось отступить. К 10:00 австрийцы были на позиции, где они могли нанести удар в тыл французской армии или по мостам, которые дивизия Буде пыталась защитить. Кленау сделал паузу, потому что его приказ не предписывал ему двигаться дальше, а также потому, что его силы подверглись обстрелу со стороны орудий генерала Ренье, расположенных на Лобау, которые прикрывали дивизию Буде во время её отступления. Наполен отправил Массену во фланговый марш к Эсслингу, чтобы отрезать австрийцев. Дивизия Буде, хотя и отступила на плацдарм, вновь вступила в бой, чтобы дать отпор австрийцам. Объединившись с Леграном, они двинулись с Дуная на дорогу в сторону Вены. Наконец, дивизия Буде смогла вернуть Асперн. После битвы Массена отправил Наполеону письмо, информируя его о выдающемся поведении Буде, и сказал: «Генерал Буде проявляет большое мужество вплоть до смелости; он никогда не знал ничего невозможного».

### Смерть генерала
Вскоре Буде начал страдать от боли в голове и ногах. У генерала развилась подагра. Врачи убеждали его вернуться домой в своё поместье, чтобы отдохнуть. Однако, он отказался покинуть своих людей. Он сказал: «Никогда я не успокоюсь, пока мои солдаты сражаются с врагом». В ночь на 13 сентября 1809 года здоровье Буде резко ухудшилось. Осознав своё состояние, Буде продиктовал жене письмо, в котором сообщил ей о своей смерти. Он хотел, чтобы она знала, что «его последний вздох был о ней, о стране и об Императоре». Наконец, он обратился к окружавшим его офицерам и сказал им: «Друзья мои, будьте счастливее меня, погибните на поле чести». Генарал Жан Буде умер 14 сентября 1809 года в 19:00 в возрасте сорока одного года.
Ходили слухи, что он покончил жизнь самоубийством из-за упреков Наполеона по поводу потерянной при Ваграме артиллерии, но никаких доказательств, подтверждающих этот вывод, найдено не было. Бурьен в своих «Воспоминаниях о Наполеоне Бонапарте» заявил, что Буде был в хороших отношениях с Императором и что его смерть повлияла на него. Единственные слова, которые Наполеон использовал в связи с его смертью, были: «Кого, чёрт возьми, мне взять на место Буде?»
Преданность Буде своим людям и приятный характер сделали его популярным как среди людей, которыми он командовал, так и среди тех, кто им командовал. Всегда находясь во главе своих войск, отправляясь в бой, Буде мало заботился о собственной безопасности. Выдающийся солдат, который жил и умер как настоящий герой своей страны.

## Воинские звания
- Второй лейтенант (20 апреля 1785 года);
- Драгун (22 октября 1785 года);
- Лейтенант (9 августа 1792 года);
- Капитан (6 сентября 1792 года);
- Подполковник (13 декабря 1792 года);
- Полковник (18 июня 1794 года);
- Бригадный генерал (14 декабря 1795 года);
- Дивизионный генерал (20 октября 1796 года).

## Титулы

Герб графа

- Граф Буде и Империи (фр. comte Boudet et de l'Empire; декрет от 19 марта 1808 года, патент подтверждён 10 сентября 1808 года, дворец Сен-Клу)[10][11].

## Награды
Легионер ордена Почётного легиона (11 декабря 1803 года)
 Коммандан ордена Почётного легиона (14 июня 1804 года)
 Кавалер ордена Железной короны (23 декабря 1807 года)
 Большой крест датского ордена Даннеброг (23 декабря 1808 года)
 Великий офицер ордена Почётного легиона (2 июня 1809 года)

### Комментарии
1. ↑  также именовался батальон добровольцев Бордо